# الرنفة (كعيدنة)

تعديل مصدري - تعديل

الرنفة هي إحدى قرى عزلة بني نشر بمديرية كعيدنة التابعة لمحافظة حجة، بلغ تعداد سكانها 1026 نسمة حسب تعداد اليمن لعام 2004.